# 진민섭
진민섭 (1992년 9월 2일 ~ )은 대한민국의 육상 선수로 주 종목은 장대높이뛰기이다. 충주시청 소속이며, 2013년 5월 28일 타이완 국제 육상 선수권 대회에서 김유석의 5m 63을 1cm 경신한 5m 64로 첫 대한민국 최고 기록을 세웠다. 현재 기록은 5m 80이다.

## 개인 최고 기록
| 종목         | 기록  | 날짜         | 대회                                      | 장소                | 기타      |
| 장대높이뛰기 | 5m 80 | 2020. 03. 01 | 제16회 전국중ㆍ고등학교육상경기선수권대회 | 호주 뉴사우스웨일즈 | 번외 경기 |